# Ercheia anvira
Ercheia anvira là một loài bướm đêm trong họ Noctuidae.